# Dodecanol
Dodecanol, também conhecido pelo seu nome IUPAC name 1-dodecanol ou dodecan-1-ol, ou pelo seus nomes triviais álcool dodecílico ou álcool láurico, é um álcool graxo.  Dodecanol é um sólido incolor, insolúvel em água de ponto de fusão 24 °C e ponto de ebulição 259 °C. Ele tem um odor floral. Pode ser obtido do fruto da palma (óleo de dendê) ou dos ácidos graxos e metil ésteres do óleo de coco (como por exemplo do babaçu) por redução.
Dodecanol é usado para produzir surfactantes (como o lauril sulfato de sódio e outros), óleos lubricantes e fármacos.
Em cosméticos, dodecanol é usado como um emoliente.
Grande parte de suas aplicações são de suas formas etoxiladas.